# Tupolev Tu-334

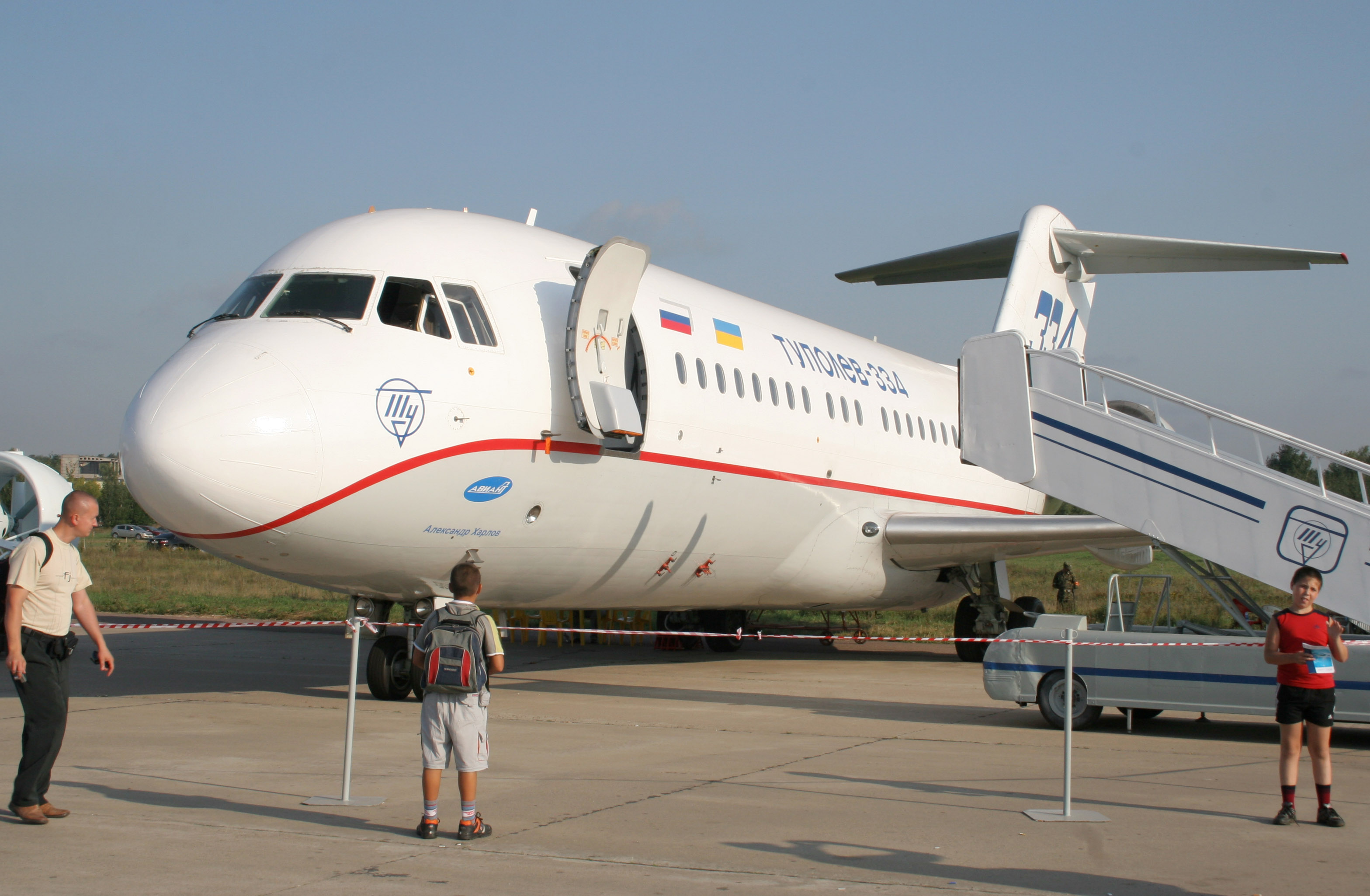
A 334 tại Triển lãm hàng không MAKS, Moscow năm 2007

Tupolev Tu-334 là một máy bay chở khách tầm ngắn tới tầm trung Nga đang được phát triển để thay thế các loại Tu-134 và Yak-42 đã lỗi thời đang hoạt động trên khắp thế giới. Khung máy bay dựa trên thân rút ngắn của loại Tu-204 và cánh cũng là phiên bản tỷ lệ nhỏ của cánh Tu-204. Tuy nhiên, không giống như Tu-204, Tu-334 có đuôi hình chữ T và các động cơ đặt hai bên thân sau thay vì dưới cánh.

## Phát triển

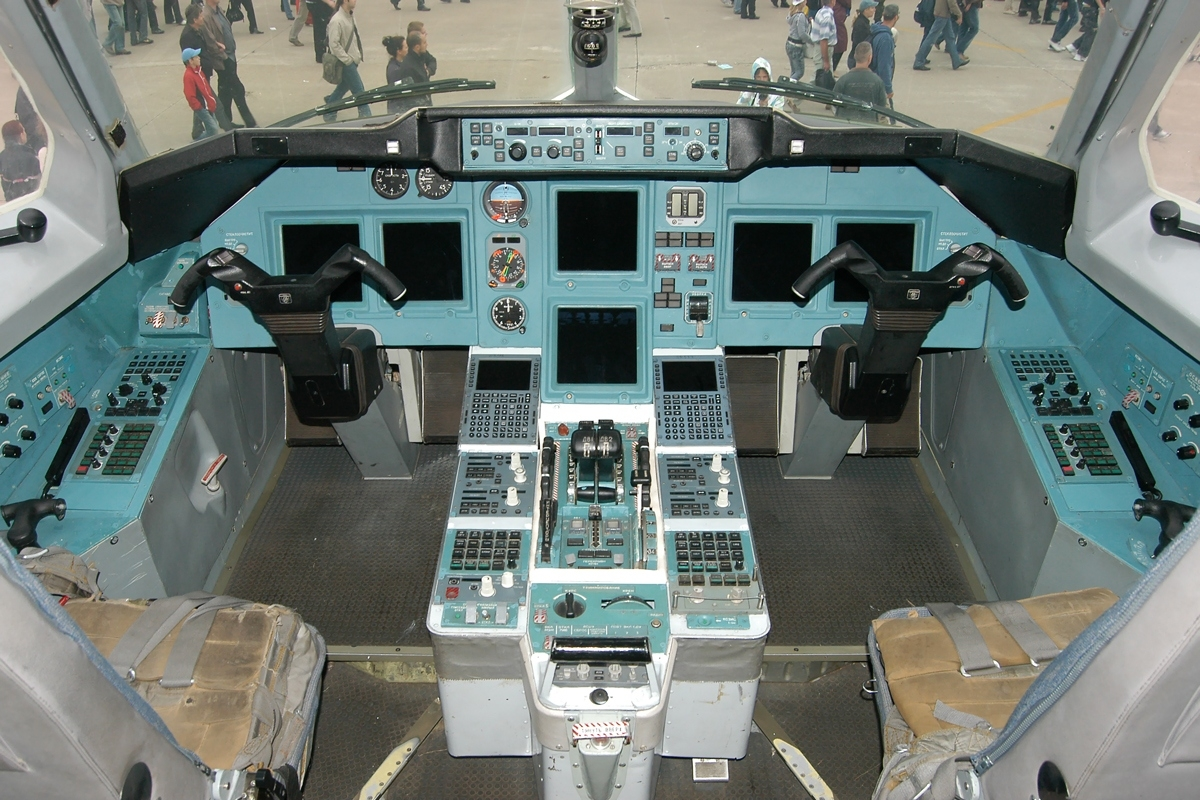
Buồng lái của Tu-334

Công việc bắt đầu với chiếc Tu-334 đầu những năm 1990, nhưng diễn ra chậm chạp vì các vấn đề vốn khi Liên bang Xô viết tan rã. Một nguyên mẫu được trưng bày năm 1995, nhưng đó chỉ hơn một chiếc máy bay giả một chút với vài hệ thống được lắp đặt. Một chiếc máy bay có thể hoạt động cất cánh lần đầu ngày 8 tháng 2 năm 1999, và cuối năm ấy, các thoả thuận được đưa ra để MiG tham gia vào việc chế tạo chiếc máy bay này.
Từ đó, việc phát triển đã chậm lại vì các vấn đề ngân sách. Ngoài ra, việc cấp giấy chứng nhận và đưa máy bay vào sản xuất hàng loạt cũng bị trì hoãn, giấy chứng nhận đầy đủ của Nga vẫn chưa được cung cấp. Theo Tupolev, tổng cộng 100 chiếc đã được quan tâm và đặt hàng; và vào ngày 31 tháng 7 năm 2008, Giám đốc Điều hành Tupolev Sergei Ilyushenkov đã thông báo việc sản xuất được dự định diễn ra không muộn hơn tháng 1 năm 2009.

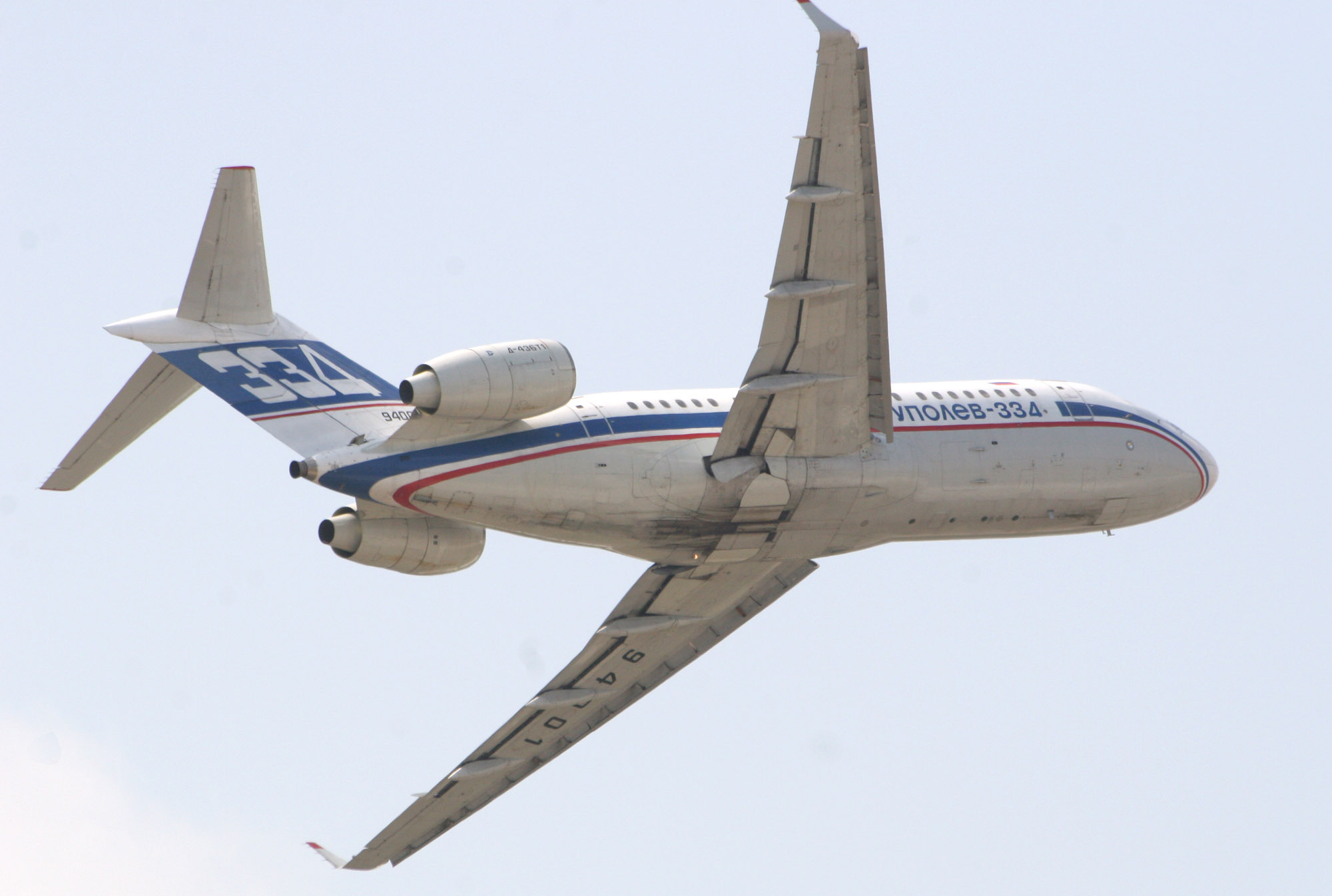
Một chiếc Tu-334 bay biểu diễn tại triển lãm hàng không MAKS 2007

Ở thời điểm tháng 12 năm 2006 có 55 đơn đặt hàng của các công ty cho Tupolev Tu-334 từ 7 hãng hàng không, gồm Atlant-Soyuz Airlines và đã có những bức thư bày tỏ sự quan tâm từ 24 hãng với số lượng dự định 297 chiếc. Đơn giá cho phiên bản thương gia dự tính khoảng $43–44 triệu.
Một trong những khách hàng cho loại máy bay này là Iran và IAIO dự định mua giấy phép lắp ráp loại máy bay này ở Iran vào năm 2011 và sản xuất chúng hoàn toàn vào năm 2015 cùng với Tu-214. Có thông báo rằng Iran dự định sản xuất hơn 130 chiếc loại này trong vòng mười năm tới. Cũng theo thông báo Nga dường như đã đưa ra giá $3 tỷ cho các giấy phép và chuyển giao kỹ thuật. Việc sản xuất loại máy bay này sẽ bắt đầu ở Iran cùng với ở Nga để đảm bảo rằng Iran có được kỹ thuật mới nhất.
Chỉ có 2 mẫu thử được sản xuất và United Aircraft Corporation quyết định ngừng dự án năm 2009 để chuyển sang tập trung các loại máy bay khác là Sukhoi Superjet 100 và Antonov An-148.

## Đặc điểm kỹ thuật (Tu-334-100)
- Phi đoàn: 2
- Sức chở: 102 hành khách
- Chiều dài: 31.26 m (102 ft 6 in)
- Sải cánh: 29.77 m (97 ft 8 in)
- Chiều cao: 9.38 m (30 ft 9 in)
- Diện tích cánh: 83 m² (893 ft²)
- Trọng lượng rỗng: 30,050 kg (66,250 lb)
- Trọng lượng chất tải: kg (lb)
- Chất tải hữu ích: 12,000 kg (lb)
- Trọng lượng cất cánh tối đa: 47,900 kg (105,380 lb)
- Số lượng động cơ: 2
- Động cơ (phản lực): Ivchenko Lotarev D-436T1 hay Rolls Royce BR715-56[5]
- Kiểu: động cơ phản lực cánh quạt đẩy
- Lực đẩy: 73.6 kN (16,500 hay 20,000 lbf)
- Tốc độ tối đa: km/h (kt, mph)
- Tốc độ tiết kiệm nhiên liệu tối đa: 820 km/h (440 kt, 510 mph)
- Tốc độ chòng trành: km/h (mph)
- Tốc độ không được vượt quá:
- Tầm hoạt động: 3150 km (2000 nm, 2300 mi)
- Trần bay: 11,100 m (36,400 ft)
- Tốc độ lên: m/s (ft/min)
- Chất tải cánh: 580 kg/m² (120 lb/ft²)
- Lực đẩy/trọng lượng: 0.31